# جزیره (فیلم ۲۰۱۸)
جزیره (به انگلیسی: The Isle) فیلمی است در ژانر فانتزی، معمایی و هیجانی محصول ۲۰۱۸ بریتانیا. فیلم را متیو باتلر-هارت کارگردانی کرده و فیلم‌نامه‌ٔ آن را متیو و توری باتلر-هارت به اتفاق نوشته‌اند. کنلت هیل، الکس هسل و فیسایو آکینادی در این فیلم به ایفای نقش پرداخته‌اند.

## داستان
در سال ۱۸۴۱ میلادی در پی غرق شدن یک کشتی، سه نفر از خدمهٔ آن با یک قایق نجات به جزیره‌ای در سواحل غربی اسکاتلند می‌رسند. ولی حوادث و رفتار عجیب سکنهٔ جزیره آنان را بر آن می‌دارد تا جزیره را زودتر ترک کنند. 